# Terrance Ollivierre
Terrance Nathaniel Ollivierre (* 16. September 1964) ist ein Politiker aus St. Vincent und die Grenadinen.
Er vertrat ab dem 17. April 2001 den Wahlkreis Southern Grenadines im House of Assembly. Er ist Mitglied der New Democratic Party.